# Pegaso J4
Pegaso J4 – samochód dostawczy produkowany przez hiszpańskie przedsiębiorstwa SAVA, a następnie Pegaso w latach 1965–1989. Dostępny był jako furgon, kombi, mikrobus oraz platforma. Do napędu używano silników Diesla R4 o pojemności 1,5 l i 1,8 l. Moc przenoszona była na oś tylną poprzez 4 (1,5 l) i 5-biegową (1,8 l) manualną skrzynię biegów. Pojazd występował pod nazwami SAVA J4, SAVA-Pegaso J4, a od 1980 roku jako Pegaso J4. Samochód produkowano w hiszpańskim Valladolid we wspólnocie autonomicznej Kastylia i León.

## Dane techniczne
Źródło:

### Silnik 1,5
- R4 1,5 l (1489 cm³), Diesel
- Producent: Pegaso
- Średnica × skok tłoka: 73,25 mm x 88,9 mm
- Stopień sprężania: 23:1
- Moc maksymalna: 46 KM (b.d. kW) przy 3800 obr./min
- Maksymalny moment obrotowy: b.d. N•m przy 1800 obr./min
- Prędkość maksymalna: 98 km/h

### Silnik 1,8
- R4 1,8 l (1794 cm³), Diesel
- Producent: Pegaso
- Średnica × skok tłoka: 80,25 mm x 88,9 mm
- Stopień sprężania: 21,5:1
- Moc maksymalna: 50 KM (36,8 kW) przy 4250 obr./min
- Maksymalny moment obrotowy: 101 N•m przy 2000 obr./min
- Prędkość maksymalna: 108 km/h

## Galeria

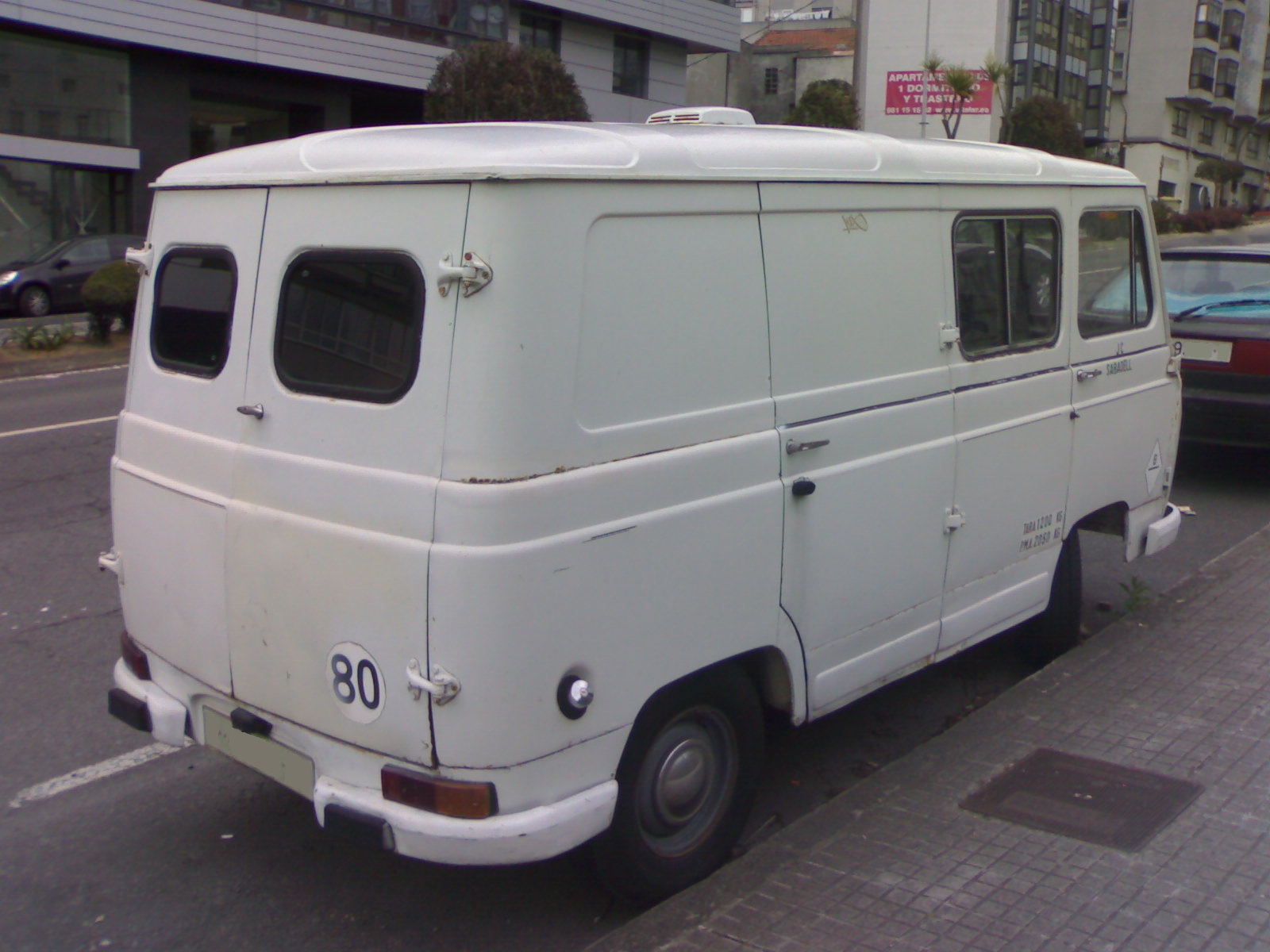
Tył pojazdu
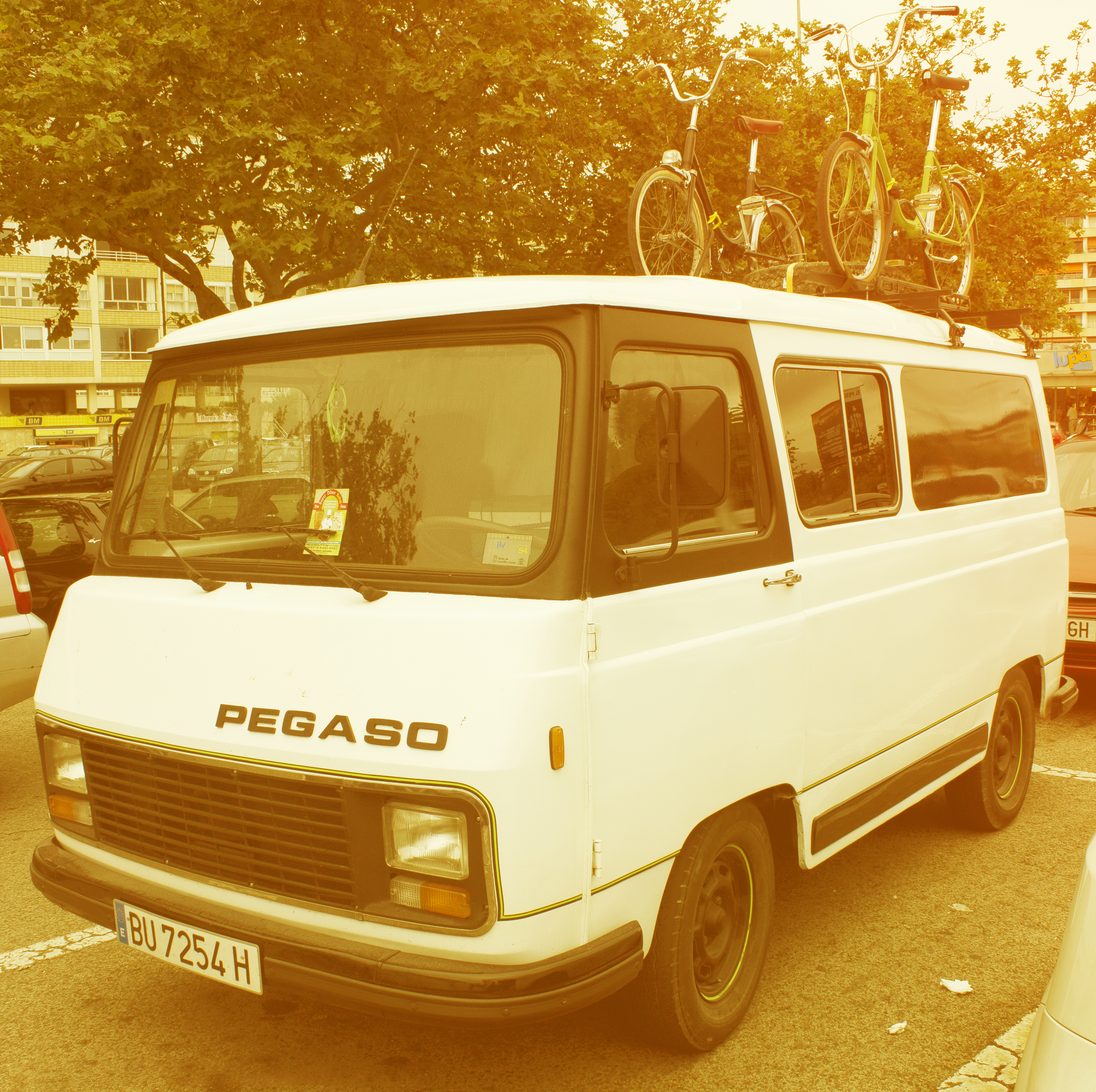
Pegaso J4
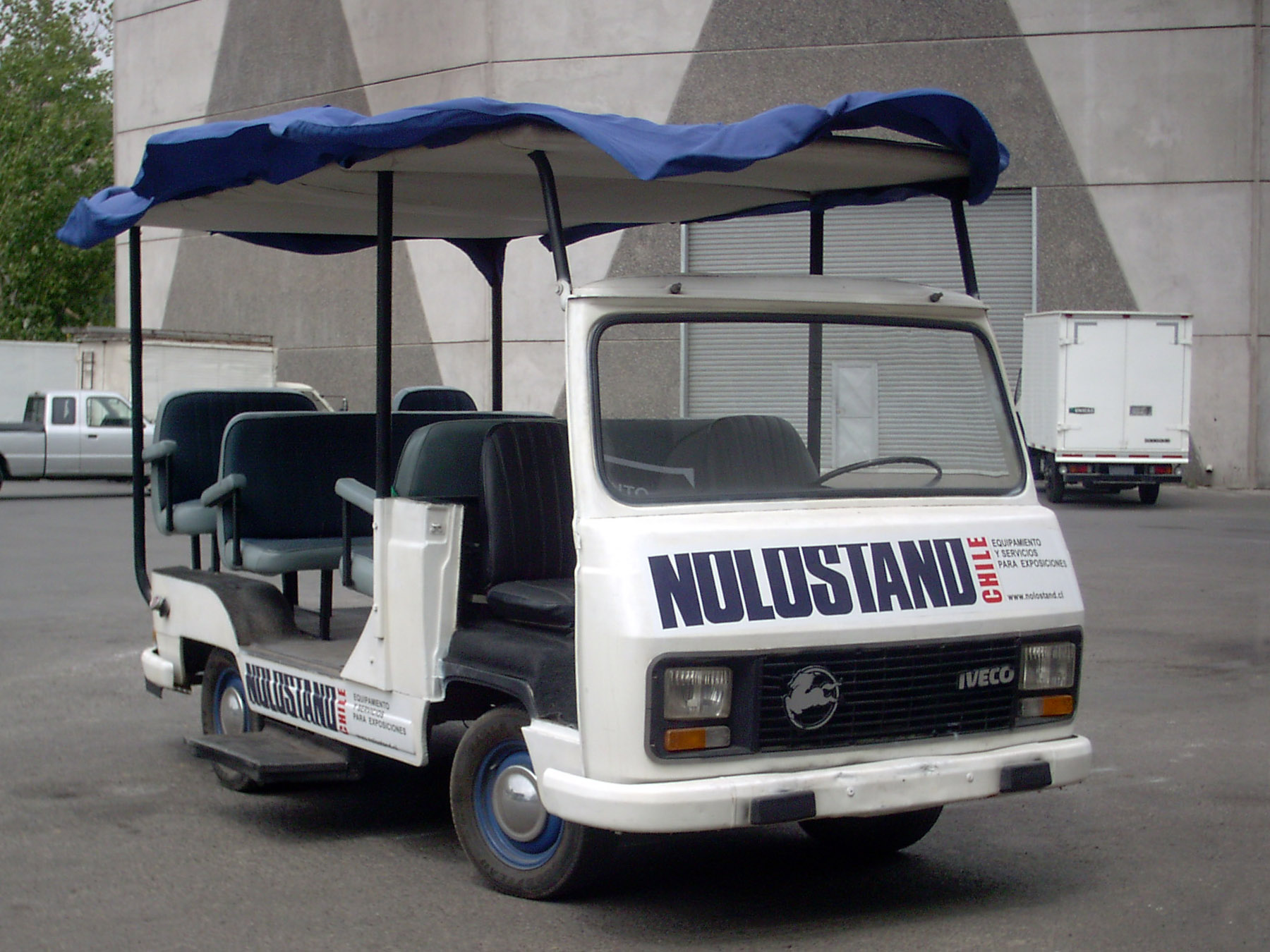
Zmodyfikowany Pegaso J4